# Mycobacterium tuberculosis

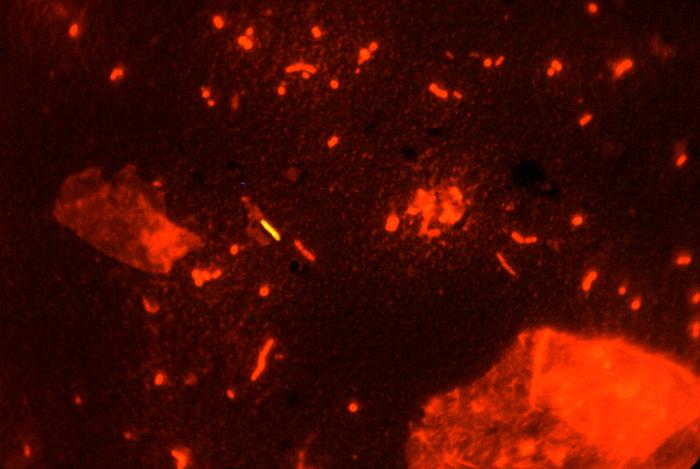
Microscopie fluorescentă, în care Mycobacterium este colorat datorită auraminei, în timp ce acridina asigură un mediu de contrast mai eficient.

Mycobacterium tuberculosis (sau bacilul Koch) este bacteria care cauzează cele mai multe cazuri de tuberculoză. A fost descrisă pentru prima dată de Robert Koch, în martie 1882.
Este o bacterie obligatoriu aerobă (nu Gram pozitivă/negativă), care se divide la 16-20 ore (o rată mică de multiplicare, comparativ cu alte bacterii, cum ar fi E. coli, care se divide la 20 de minute). Spre deosebire de alți germeni, datorită conținutului mare de mureină din peretele celular, se colorează foarte greu și, ulterior, rezistă la decolorarea cu alcool si acizi minerali diluați. Sunt așadar, bacili acid-alcoolorezistenti. Se pun în evidență prin colorația Ziehl-Neelsen. Pe frotiurile colorate după această metodă, bacilul tuberculos apare colorat în roșu aprins, datorită fucsinei, în timp ce restul de germeni, celule sau alte elemente, sunt decolorate de acizi sau alcool, fiind ulterior recolorate cu albastru de metilen. Se mai poate identifica prin microscopie fluorescentă, sau prin colorare cu rodamină-auramină. De asemenea se dezvoltă lent și numai pe medii speciale, cum ar fi mediul Lowenstein-Jensen, însă mai nou s-au obținut rezultate excelente de cultură folosind mediul de cultură Middlebrook.
Bacilul este rezistent la acțiunea majorității antibioticelor, acest lucru fiind în mare parte explicat prin faptul că infecția este intracelulară; este sensibil la streptomicină, hidrazida acidului izonicotinic (H.I.N.), cicloserină și la bacteriofagi. Virulența se pare că este dată de existența unei substanțe lipidice numită cord-facto. Reacția sistemului imunitar la Mycobacterium tuberculosis este predominant de natură celulară.
Rezistența specifică față de infecția tuberculoasă poate fi obținută cu germenii vii atenuați. Prin vaccinare, în special a copiilor, cu B.C.G.(bacilul Calmette-guerin), se obține o scădere importantă a cazurilor noi de tuberculoză. Acest vaccin conține bacili tuberculoși bovini care, prin treceri repetate pe mediul de cultură cu cartof biliat și glicerinat, și-au pierdut virulența și capacitatea de a produce tuberculoza, dar și-au păstrat proprietățile antigenice.

## Tratamentul
Tratamentul se face în trei etape, de la caz la caz, folosind, la început, trei antibiotice, apoi două și în final un singur antibiotic, cel mai puțin toxic. Eșecul vindecării apare mai ales din cauza neglijenței pacientului, care, la un moment dat renunță la tratament, crezând ca s-a vindecat. În SUA, chiar se dau bani pacienților pentru a-și lua medicamentul. O variantă foarte dură de TBC apare în închisorile rusești, unde lipsa finanțelor duce la nevindecarea bolnavilor; ulterior ei fiind eliberați, vor constitui surse de infecție extrem de periculoase.